# Звенигородская улица (Санкт-Петербург)

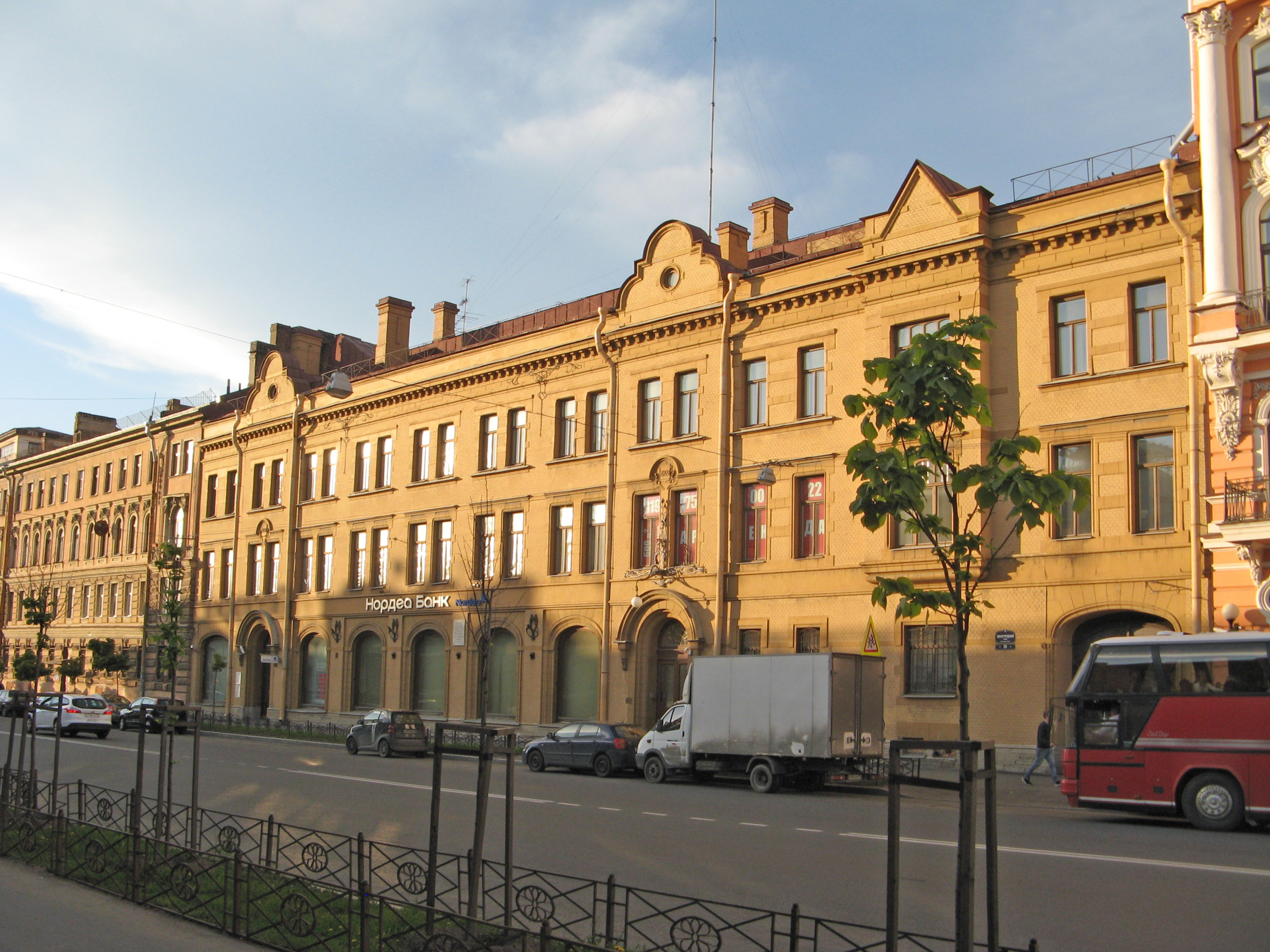
Здание словолитни О. И. Лемана, основанной в середине XIX века. Санкт-Петербург, Звенигородская улица, дом № 20.

Звенигоро́дская у́лица — улица в Центральном и Адмиралтейском районах Санкт-Петербурга. Проходит от Загородного проспекта до улицы Константина Заслонова.

## История названия
20 августа 1739 года улице присвоено название Ивановская улица (по фамилии домовладельца). В 1768—1803 годы имела название 12-я Рота Семёновского полка. С 1821 года называлась 7-я линия в слободе Семёновского полка. Параллельно существовали названия 7-я линия Московской части, 7-я рота Лейб-Гвардии Семёновского полка.
9 декабря 1857 года присвоено современное название Звенигородская улица, по городу Звенигороду в ряду других улиц Московской полицейской части, наименованных по уездным городам Московской губернии.

## История
Улица возникла в первой половине XVIII века. С 1798 по 1862 годы в состав улицы иногда включали участок от улицы Константина Заслонова до Обводного канала.
В 1929 году была проложена трамвайная линия.

## Достопримечательности
- Здание словолитни О. И. Лемана, основанной в середине XIX века (дом № 20).
- Санкт-Петербургский государственный театр «Суббота» (дом № 30)
- Океанариум «Планета Нептун»
- Звенигородский сквер (угол с улицей Марата)
- станция метро «Звенигородская»